# Плотбищенский сельсовет
Плотбищенский сельсовет — сельское поселение в Енисейском районе Красноярского края.
Административный центр — село Плотбище.

## Население
| 2010 | 2012 | 2013 | 2014 | 2015 | 2016 | 2017 |
| ---- | ---- | ---- | ---- | ---- | ---- | ---- |
| 386  | ↗389 | ↘369 | ↘349 | ↗358 | ↘357 | ↘347 |

## Состав сельского поселения
В состав сельского поселения входят 2 населённых пункта:
| № | Населённый пункт | Тип населённого пункта       | Население |
| - | ---------------- | ---------------------------- | --------- |
| 1 | Плотбище         | село, административный центр | 346       |
| 2 | Ялань            | деревня                      | 40        |

## Местное самоуправление
Плотбищенский сельский Совет депутатов
Дата избрания: 14.03.2010. Срок полномочий: 4 года. Количество депутатов: 7.
Глава муниципального образования
- Дураков Георгий Владимирович. Дата избрания: 14.03.2010. Срок полномочий: 4 года